# アルビン・ハリソン
アルビン・ハリソン (Alvin Harrison、1974年1月20日 - )は、アメリカ合衆国の陸上競技選手。1996年アトランタオリンピックの金メダリストである。

## 経歴
アルビン・ハリソンは1996年アトランタオリンピック、2000年シドニーオリンピックの4×400mリレーにおいてアメリカ代表として出場。2大会連続の金メダルに輝いた。なお、シドニー大会の4×400mリレーでは、第1走者をアルビンが、双子の弟であるカルビン・ハリソンが第3走者を務め、オリンピック初の同一リレーチームで双子による金メダル獲得となった。さらに、アルビン・ハリソンはシドニーで個人種目の400mでも、同じアメリカのマイケル・ジョンソンに次いで銀メダルを獲得し、オリンピックのトータルで3個のメダルを獲得した。
ハリソンは、2004年アテネオリンピックには、禁止薬物を使用した証拠があがったため、参加できなかった。オリンピック後の2004年10月にはアメリカアンチ・ドーピング機構はハリソンに対して4年間の出場禁止の裁定を下した。